# Жоффруа Грегонат (граф Ренна)
Жоффруа II Грегонат (Усатый) (фр. Geoffroy II le Moustachu, брет. Jafrez I Grenonat; умер 25 октября 1084) — граф Ренна с 1066, незаконный сын Алена III, герцога Бретани и графа Ренна.

## Биография
После смерти Алена III в 1040 году графство Ренн унаследовал его законный сын Конан II. Однако когда тот умер бездетным в 1066 году, Жоффруа Грегонат стал графом Ренна. Титул оспаривала его сестра Авоиза (Гавиза, Хависа) вместе со своим мужем Хоэлем II, графом Нанта и Корнуая, ставшим герцогом Бретани.
В 1075 году он присоединился к восстанию Эда I, графа де Пентьевр против Хоэля II. Два года спустя, в 1077 году, Жоффруа укрепил стены города Ренн. Хоэль умер 13 апреля 1084 года, после чего его сын и наследник Ален IV, пытаясь подчинить себе Ренн, осадил город. Жоффруа был побежден и взят в плен, и заточен в Кемпере, где вскоре умер в том же году.

## Брак и дети
Жена: Берта, дочь Риваллона де Доль, сеньора де Комбор. Дети:
- Эд